# Abano Terme
Abano Terme (IPA: /ˈabano ˈtɛrme/, sino al 1924 Abano Bagni, Àbano in veneto) è un comune italiano di 20 391 abitanti della provincia di Padova in Veneto.
Situato lungo il margine nordorientale dei colli Euganei, è il principale centro delle Terme Euganee. Sorge in una zona vulcanica spenta, nell'area metropolitana di Padova, 10 km a sud-ovest del capoluogo, ad un'altitudine media di 14 metri sul livello del mare. I suoi abitanti vengono chiamati aponensi.
I benefici terapeutici che si ricavano dalle acque termali, uniti all'organizzatissima struttura alberghiera che offre ospitalità a più di 250 000 turisti ogni anno, fanno di Abano Terme una delle località fango-terapeutiche, e termali in genere, più importanti d'Europa..
È il primo dei comuni italiani in ordine alfabetico, seguito da Abbadia Cerreto (LO) e Abbadia Lariana (LC).

## Geografia

### Clima
Abano Terme presenta un clima temperato subcontinentale, caratterizzato da estati calde e umide e inverni freddi. Le temperature medie estive si aggirano intorno ai 25-30 °C, mentre durante l'inverno possono scendere fino a 0 °C o leggermente al di sotto. Le precipitazioni sono distribuite durante tutto l'anno, con un leggero incremento nei mesi autunnali e primaverili. La posizione geografica ai piedi dei Colli Euganei contribuisce a una moderata variabilità climatica locale, influenzando lievemente le condizioni meteorologiche rispetto alle aree circostanti.

## Storia

### Le origini
I colli Euganei si formarono circa 34 milioni di anni fa dalle alluvioni della val Padana associate a fenomeni locali di vulcanismo. La morfologia che si è così sedimentata ha favorito la formazione delle sorgenti di acque calde termominerali, nonché lo stanziamento nella zona delle popolazioni richiamate dagli effetti benefici di tali acque.
Abano Terme è conosciuta fin dal VI secolo a.C., l'antico centro si trovava nel territorio dell'attuale comune di Montegrotto Terme, come documentano gli scavi archeologici ed i numerosi reperti conservati nei musei archeologici di Padova ed Este. L'importanza che il luogo aveva nell'antichità è documentata dalle citazioni di numerosi scrittori latini, tra cui Plinio il Vecchio, Marziale, Tito Livio (che, stando ad un versetto di Marziale, qui sarebbe nato), Svetonio, Cassiodoro, Claudiano, con la denominazione di "Aquae Patavinorum".
Sempre secondo Marziale, oltre a Tito Livio, qui sarebbero nati anche i poeti Gaio Valerio Flacco e Arrunzio Stella. Secondo alcune fonti, l'origine del nome deriva da Aponus, il dio delle acque termali, il cui nome a sua volta risalirebbe alla radice indo-europea ap che significa "acqua". Le antiche terme occuparono una vasta area sul versante orientale dei Colli Euganei e raggiunsero il massimo splendore in età imperiale. Svetonio, che scrisse a cavallo tra il I ed il II secolo d.C., riferì che Tiberio, recandosi a guerreggiare in Illiria, si fermò al tempio di Aponus per consultare l'oracolo circa l'esito della guerra: dopo aver avuto un responso favorevole, gettò nella fonte alcuni dadi d'oro. Fu in quegli anni che Padova ed i territori limitrofi diventarono un municipio romano e la nobiltà locale, ad imitazione di quanto accadeva a Roma, diede grande importanza alle cure termali, sviluppandone l'attività e le relative infrastrutture.

### Il medioevo
Con la caduta dell'Impero romano d'Occidente, le terme conobbero un brusco declino, da cui si sarebbero risollevate molti secoli più tardi. Vani risulteranno gli sforzi del re degli Ostrogoti Teodorico che, tramite il suo ministro Cassiodoro, agli inizi del VI secolo inviò una lettera all'architetto padovano Aloisius, perché provvedesse al restauro dei palazzi.
Intorno al IX secolo, l'antico centro termale cominciò a sdoppiarsi ed il termine Aponus indicò il territorio dell'odierna Abano Terme. Le prime notizie certe dell'esistenza in epoca medievale di un centro abitato risalgono all'anno 971, sono contenute nella Chronicon Farfensis, redatta da Gregorio da Catino, e riferiscono dell'esistenza in Abano di una chiesa dedicata a san Lorenzo.
Nel XII secolo, Abano è un piccolo centro rurale sito in una zona subordinata all'autorità vescovile di Padova. Nel 1167, la quattordicenne Cecilia aveva ereditato dal padre, Manfredi dei Conti di Abano, un considerevole patrimonio. Il suo tutore, Spinabello da Sandrigo, desideroso di accasarla degnamente, la promise in sposa a Gherardo, figlio di Tisolino della nobile famiglia dei Camposampiero. Ma Ezzelino I il Balbo, suocero di Tisolino, impose che Cecilia sposasse il proprio figlio Ezzelino II il Monaco. L'affronto per i Camposampiero fu enorme e Gherardo, per vendicarsi, approfittò di un viaggio di Cecilia per rapirla e violentarla. Ezzelino II ripudiò Cecilia e, con l'appoggio del padre, prese le armi contro i Camposampiero, dando inizio ad una sanguinosa lotta che sarebbe durata a lungo e che si inquadrò nel più ampio contesto delle lotte fra il Papato e l'Impero.
Ad Abano ebbe i natali, nel 1257, il celebre medico, filosofo, astrologo ed alchimista Pietro d'Abano, che tanto contribuì alla diffusione della filosofia aristotelica rivisitata da Averroè.
Dopo l'affermazione dei comuni e con l'avvento delle signorie, nel 1318 la città entra nella sfera d'influenza dei Da Carrara, i signori di Padova. Più volte distrutta prima dagli Ezzelini e poi dagli Scaligeri, Abano seguì le sorti di Padova passando, nel 1405, sotto il dominio della Repubblica di Venezia.

### Il dominio veneziano
La città ebbe nuova fioritura a partire dal Cinquecento, quando le grandi famiglie padovane (Cittadella-Vigodarzere, Dondi dell'Orologio, Capodivacca, Treves) e veneziane (Mocenigo, Malipiero, Moro, Morosini, Todeschini), alcune delle quali qui insediatesi già da alcuni secoli, diedero grande impulso all'agricoltura, con ingenti opere di bonifica, e rifondarono un nucleo delle strutture termali.
In questo periodo viene ambientata ad Abano una delle opere di Carlo Goldoni, il dramma giocoso per musica I Bagni d'Abano, musicato da Baldassare Galuppi e rappresentato per la prima volta al Teatro San Samuele a Venezia nel 1753.

### Dalla ristrutturazione settecentesca ai giorni nostri
Con la caduta della Serenissima, nel 1797, la decaduta nobiltà fu costretta a vendere i propri beni ad alcune famiglie della ricca e vivace borghesia ebrea padovana (Trieste, Sacerdoti, Luzzatti e Sette). Queste famiglie investirono forti capitali per migliorare la ricettività alberghiera e diedero impulso ai primi studi scientifici sulle proprietà terapeutiche delle acque termali, ponendo così le basi della città moderna, la cui economia ruota sulle cure termali.
Nella zona delle fonti del Montirone fu avviata la costruzione di diversi stabilimenti termali, impreziositi dall'intervento dell'architetto Giuseppe Jappelli, il cui monumento celebrativo suggella il nuovo sforzo imprenditoriale. Tra i vari edifici, venne realizzato anche un ricovero per malati. A metà dell'Ottocento si contavano otto stabilimenti termali.

Nel collegio elettorale di Abano Terme (che all'epoca si chiamava "Abano Bagni") fu eletto ininterrottamente alla Camera dei deputati, dal novembre 1892 al maggio 1909, l'insigne economista Luigi Luzzatti. Nel corso della prima guerra mondiale, dopo la disfatta di Caporetto, dal 5 febbraio 1918 al luglio del 1919 Abano Terme fu sede del Comando supremo militare italiano nell'Hotel Trieste, ospitando tutte le più alte personalità militari dell'epoca:

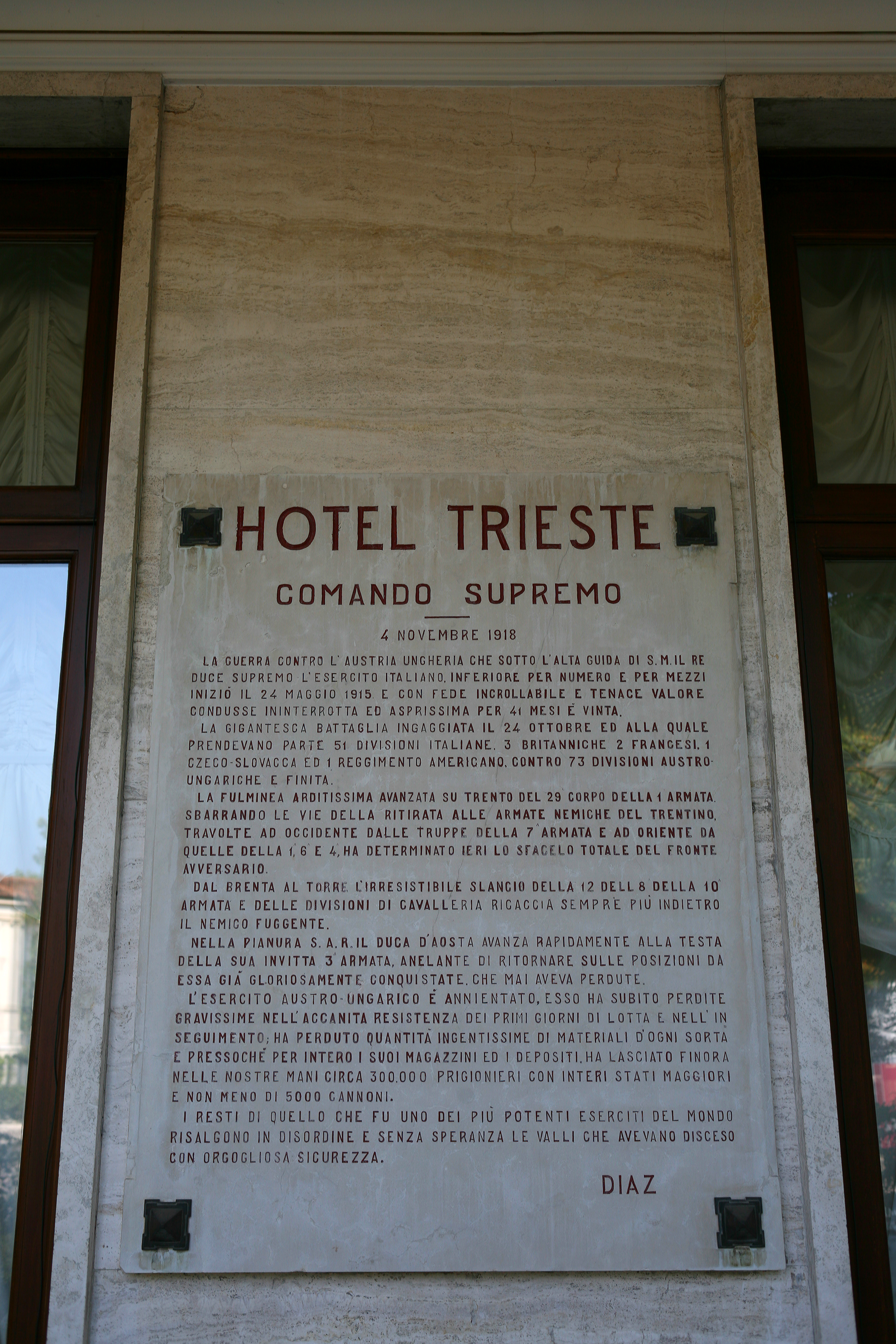
Il Bollettino della Vittoria affisso sull'Hotel Trieste

- Armando Diaz, che l'8 novembre 1917 prese il posto di Luigi Cadorna quale capo di stato maggiore dell'Esercito italiano. Proprio all'Hotel Trieste, dove occupava la suite 110, Diaz lesse, corresse, approvò e firmò il Bollettino della Vittoria, che è tuttora affisso sulla facciata dell'hotel. In ricordo di questo, D'Annunzio volle che l’albergo Trieste diventasse Trieste & Victoria.[14]
- Pietro Badoglio e Gaetano Giardino, entrambi sottocapo di Stato Maggiore.
- Ugo Cavallero, all'epoca colonnello addetto all'Ufficio Operazioni e futuro capo di stato maggiore.
- Ugo Ojetti, ufficiale addetto alla salvaguardia delle opere d'arte, giornalista, scrittore e futura grande firma del Corriere della Sera.
- Gabriele D'Annunzio, capitano pilota, che qui progettò il celebre volo su Vienna.
- Ferruccio Parri, ufficiale addetto al Comando e futuro Presidente del Consiglio.
- Giovanni Gronchi, futuro Presidente della Repubblica Italiana, all'epoca capitano addetto all'Ufficio Stampa dell'Esercito, che pare abbia contribuito, assieme al generale Domenico Siciliani, alla stesura del Bollettino della Vittoria.

Al termine della prima guerra mondiale venne creata l'Azienda di Cura e Soggiorno, a cui venne affidata la gestione delle concessioni pubbliche delle risorse termali. In breve tempo si moltiplicarono i nuovi stabilimenti.
La denominazione del comune fu fino al 1924 Abano Bagni. Con Regio Decreto n. 1988 del 30/10/1924, pubblicato sulla Gazzetta Ufficiale n. 290 del 13/12/1924 venne concessa l'autorizzazione ad assumere la nuova denominazione, vigente dal 14 novembre 1924, di Abano Terme. La modifica fu voluta dall'amministrazione comunale del tempo con l'intento di sottolineare l'unicità dei trattamenti a base di fanghi termali assicurati dagli stabilimenti curativi di Abano.
Durante la seconda guerra mondiale, il comando dell'aviazione tedesca in Italia ebbe sede ad Abano da ottobre 1943 ad aprile 1944. Dal momento del trasferimento del comando, Abano divenne zona ospedaliera sotto la tutela della Croce Rossa Internazionale. Il centro cittadino fu quindi risparmiato dai bombardamenti, ma il 17 agosto 1944 un treno che trasportava cinque vagoni carichi di esplosivo, fermo alla stazione di Abano, fu colpito da un raid aereo inglese. Le esplosioni provocarono dieci morti accertati, incluso un pilota inglese il cui aereo era stato colpito dall'esplosione, e la quasi totale distruzione delle case attorno alla stazione.
Nel secondo dopoguerra vennero scavate nuove fonti, dando avvio al boom delle attività termali. In poco tempo alle attività agricole si sostituirono quelle del settore terziario e il Comune conobbe una consistente espansione urbana.
Nel 1969 vi si riunirono segretamente dal 24 al 27 agosto gli Ufficiali Unionisti liberi per preparare il colpo di Stato di Muʿammar Gheddafi in Libia.

### Simboli
Lo stemma è stato riconosciuto con D.P.C.M. del 12 ottobre 1951.
La figura del drago è collegata all'antico simbolo della città di Padova, alla quale era soggetto il suo territorio: prima di adottare l'attuale croce rossa in campo argento intorno al XII secolo, Padova infatti innalzava uno scudo rosso con un drago.
Il gonfalone, concesso con D.P.R. del 1º dicembre 1952, è un drappo partito di rosso e di verde.

## Monumenti e luoghi d'interesse
La città è divisa in due centri: uno storico (Abano Vecchia o Abano Centro) e l'altro prettamente turistico (Abano Nuova).

### Architetture religiose
Il centro storico si è sviluppato attorno al Duomo di San Lorenzo, il cui campanile fu costruito in due epoche diverse: la base è del 900 d.C. mentre la parte superiore è del 1315. La facciata della chiesa è recente: inaugurata nel 1965, sostituisce la precedente (1905), in stile neoclassico, oggi trasferita presso la chiesa di Agna. L'interno conserva diverse opere d'arte di notevole pregio: alcune tele della scuola di Jacopo Ceruti detto Il Pitocchetto, ed altre opere di Pietro Della Vecchia, Amleto Sartori, Karl Henrici, Mario Pinton, Luigi Strazzabosco, Giorgio Scalco, Enrico Ghiro, Aristide Ghiro ed Imerio Trevisan.
Duomo di San Lorenzo Martire
Il Duomo di San Lorenzo Diacono e Martire fu costruito a partire dal 1780 e consacrato nel 1935.
Santuario della Beata Vergine della Salute
In località Monteortone, ai piedi dell'omonima collina, sorge il santuario della Beata Vergine della Salute, che ospita un pregevole ciclo di affreschi di Jacopo da Montagnana, una Crocifissione di Jacopo Palma il Giovane ed un grandioso organo Tamburini a tre tastiere, uno tra i più grandi del Veneto.
Monastero di San Daniele in Monte
Il Monastero di San Daniele - chiamato anche Castello di San Daniele - è un importante monumento aponense risalente alla seconda metà dell'XI secolo.
Fu costruito su commissione della nobile famiglia dei Montagnone (o da Montagnon), di origine longobarda, per commemorare il rinvenimento a Padova (1075) del corpo di San Daniele martire.  L'edificio, poco tempo dopo la sua costruzione, fu affidato ai monaci benedettini e dal 1461 ai Canonici regolari del Santissimo Salvatore di Venezia. 
Nella seconda metà del XVIII secolo il convento venne soppresso e acquistato all'asta dalla nobile famiglia Bonomi (poi Bonomi-Todeschini per matrimonio) che, ricordata ancora oggi dagli Aponensi, terrà la proprietà del castello fino al 1944.  Dal 1948 il monastero accoglie una comunità di monache benedettine proveniente da Fiume (oggi Rijeka, in Croazia).

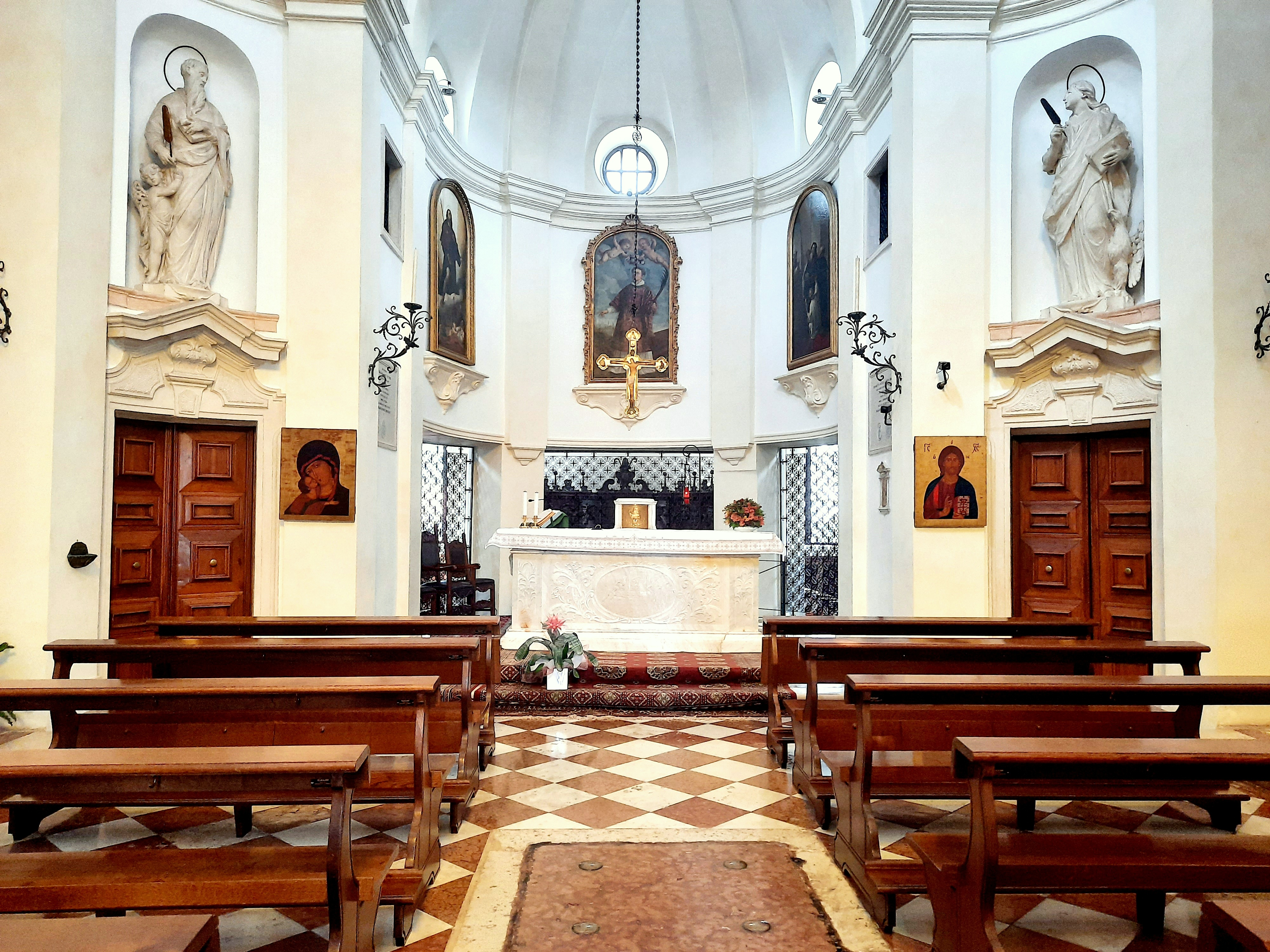
Interno dell'oratorio di San Daniele in Monte (XVIII secolo)
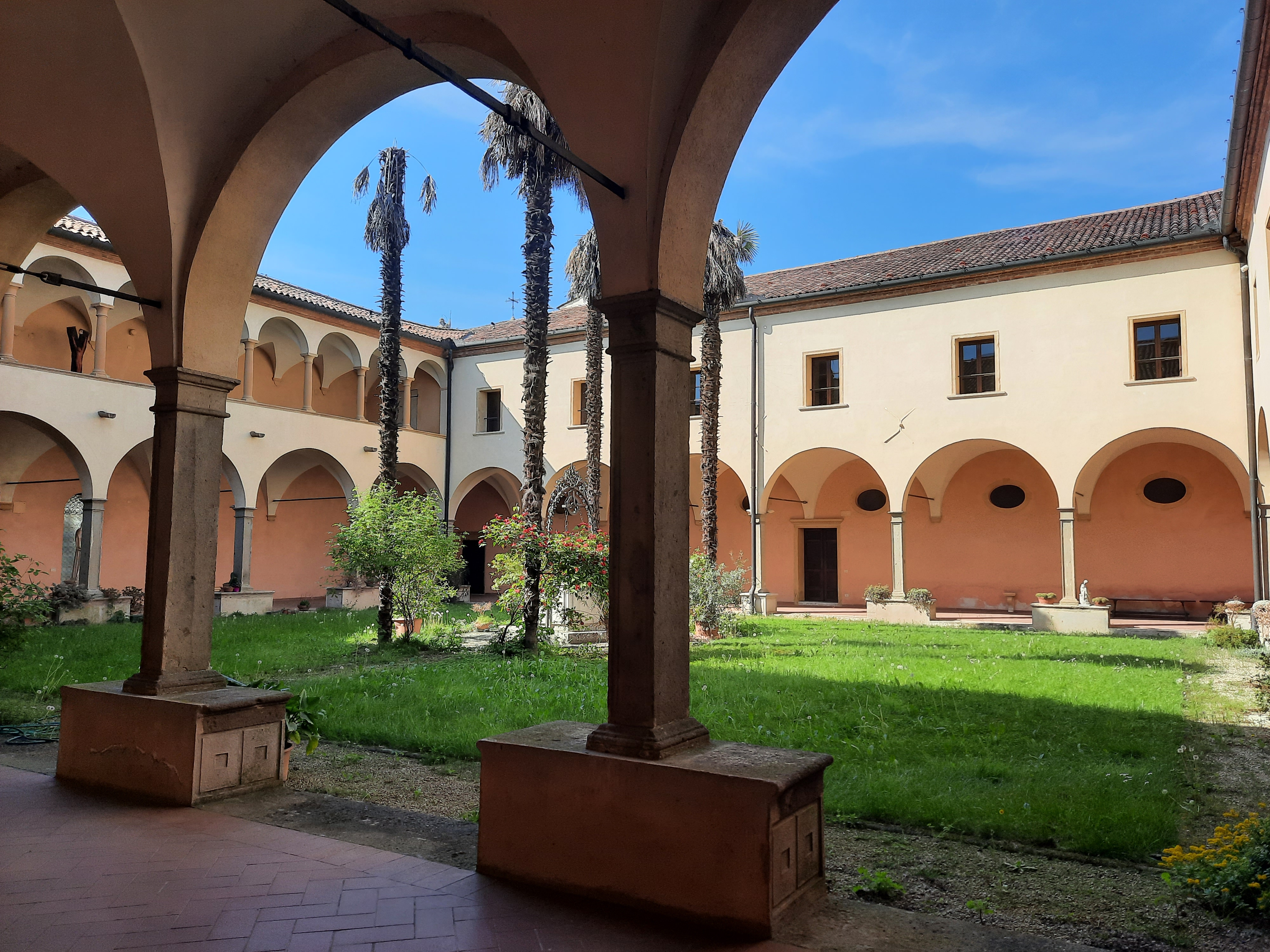
Chiostro cinquecentesco di San Daniele in Monte
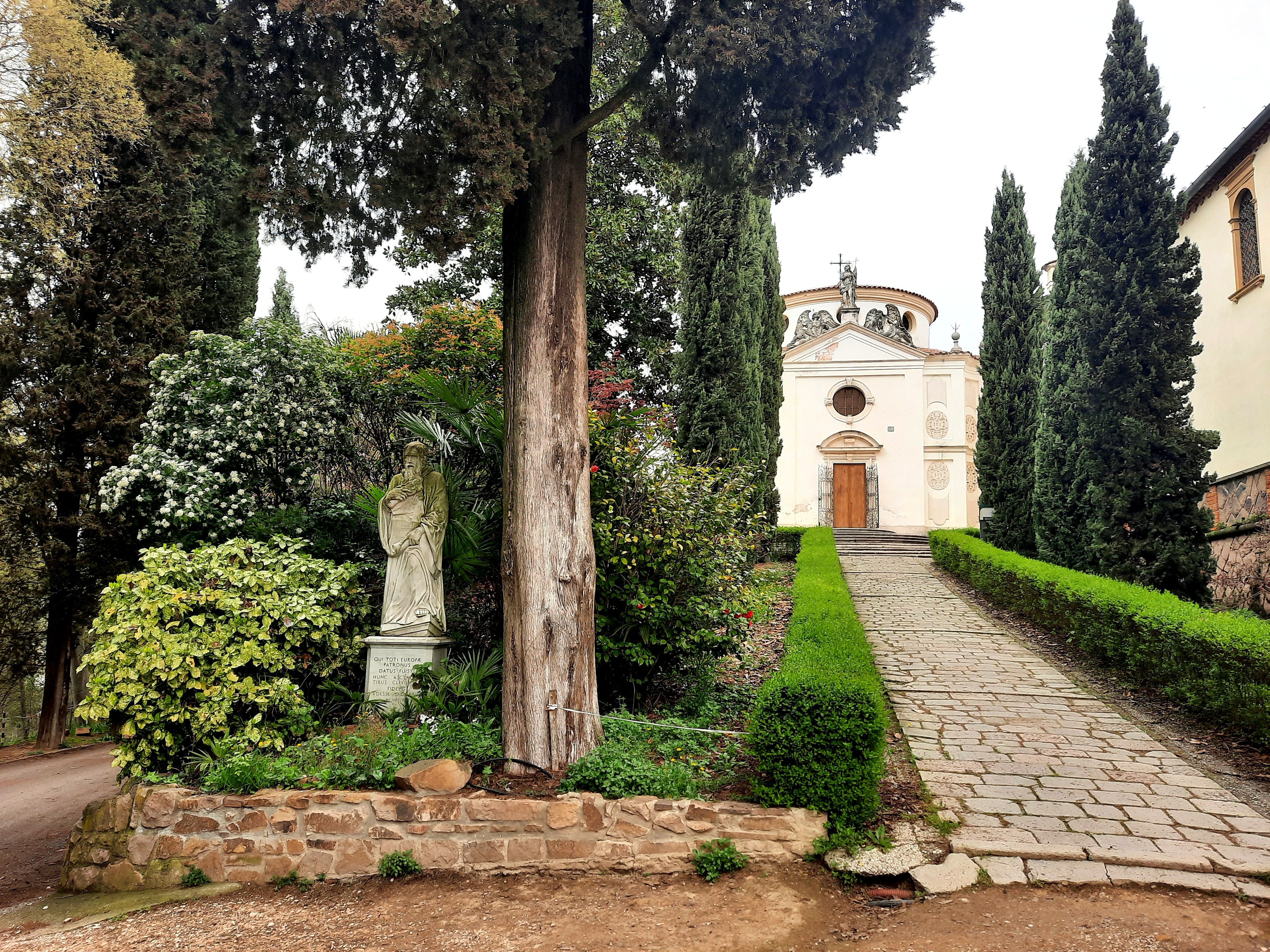
Oratorio di San Daniele in Monte e statua di San Benedetto da Norcia
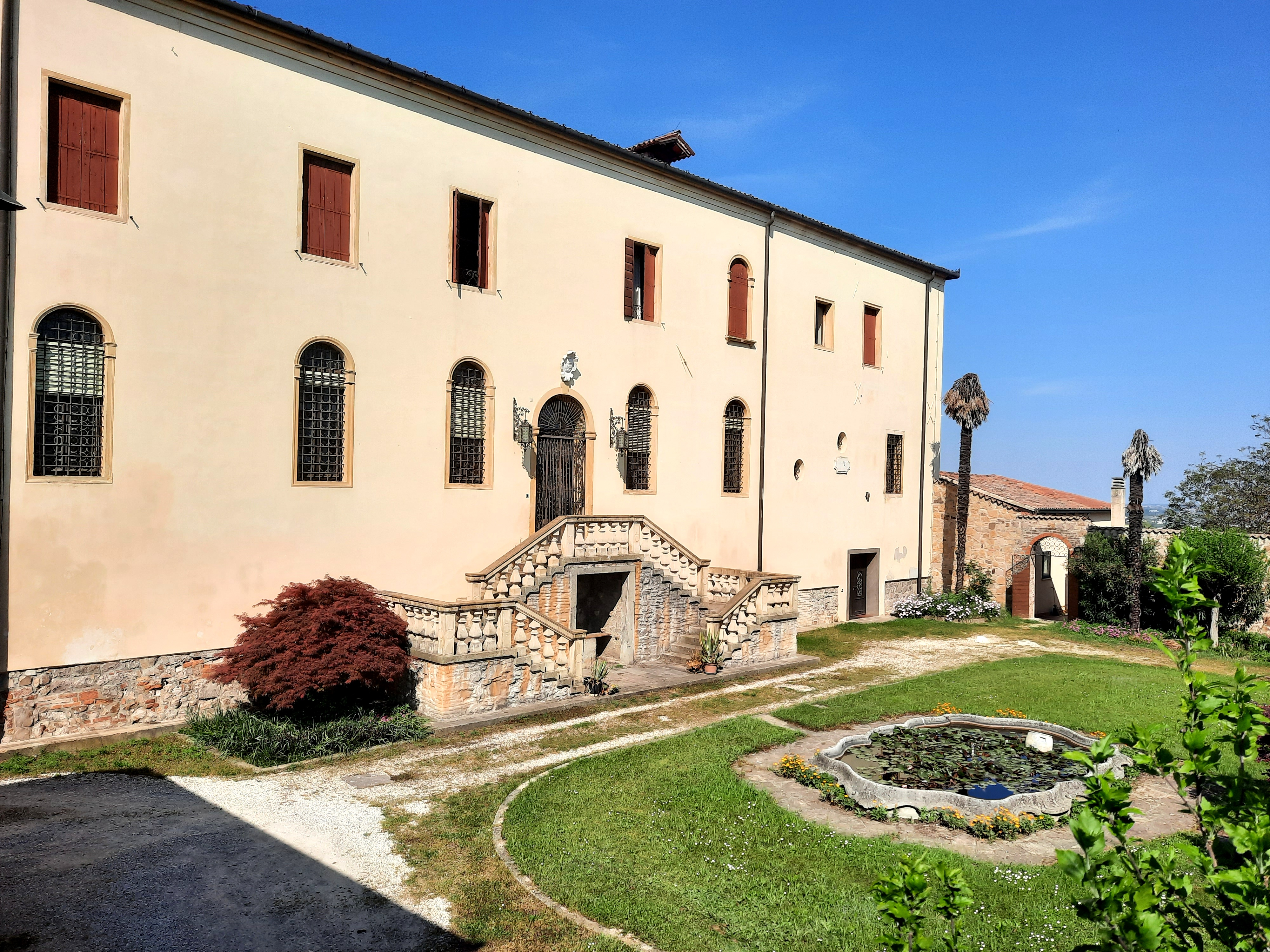
Facciata principale del monastero di San Daniele in Monte

Abbazia di Praglia
A pochi chilometri da Abano si trova anche l'abbazia di Praglia, monastero benedettino fondato nell'XI secolo. Sin dal medioevo, i potenti ecclesiastici di Praglia, assieme a quelli del monastero San Daniele, si resero protagonisti di capillari opere di bonifica del territorio, che aumentarono sensibilmente la superficie di terreni coltivabili.
Ex Oratorio del Montirone
Ai piedi del colle Montirone si trova l'ex Oratorio del Montirone, già dedicato a San Giovanni e in seguito al Sacro Cuore di Gesù. Fu costruito nel 1779 ad opera dell'architetto Domenico Cerato. Oggi sconsacrato, è adibito a spazio espositivo.

### Architetture civili

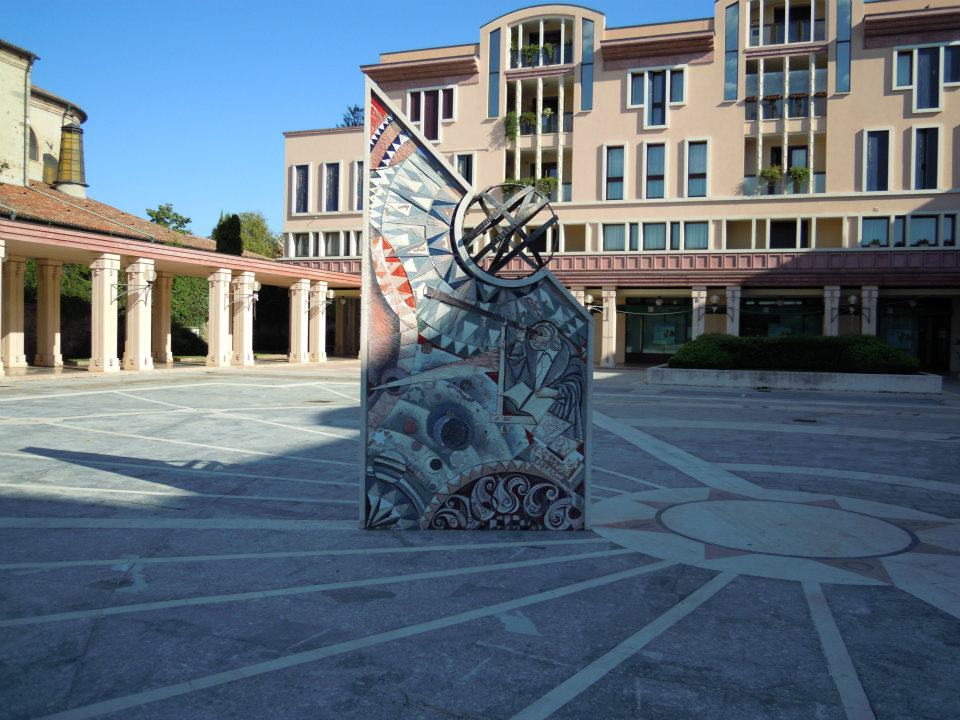
La Piazza del Sole e della Pace (o Piazza della Meridiana), caratterizzata dal grande orologio-meridiana

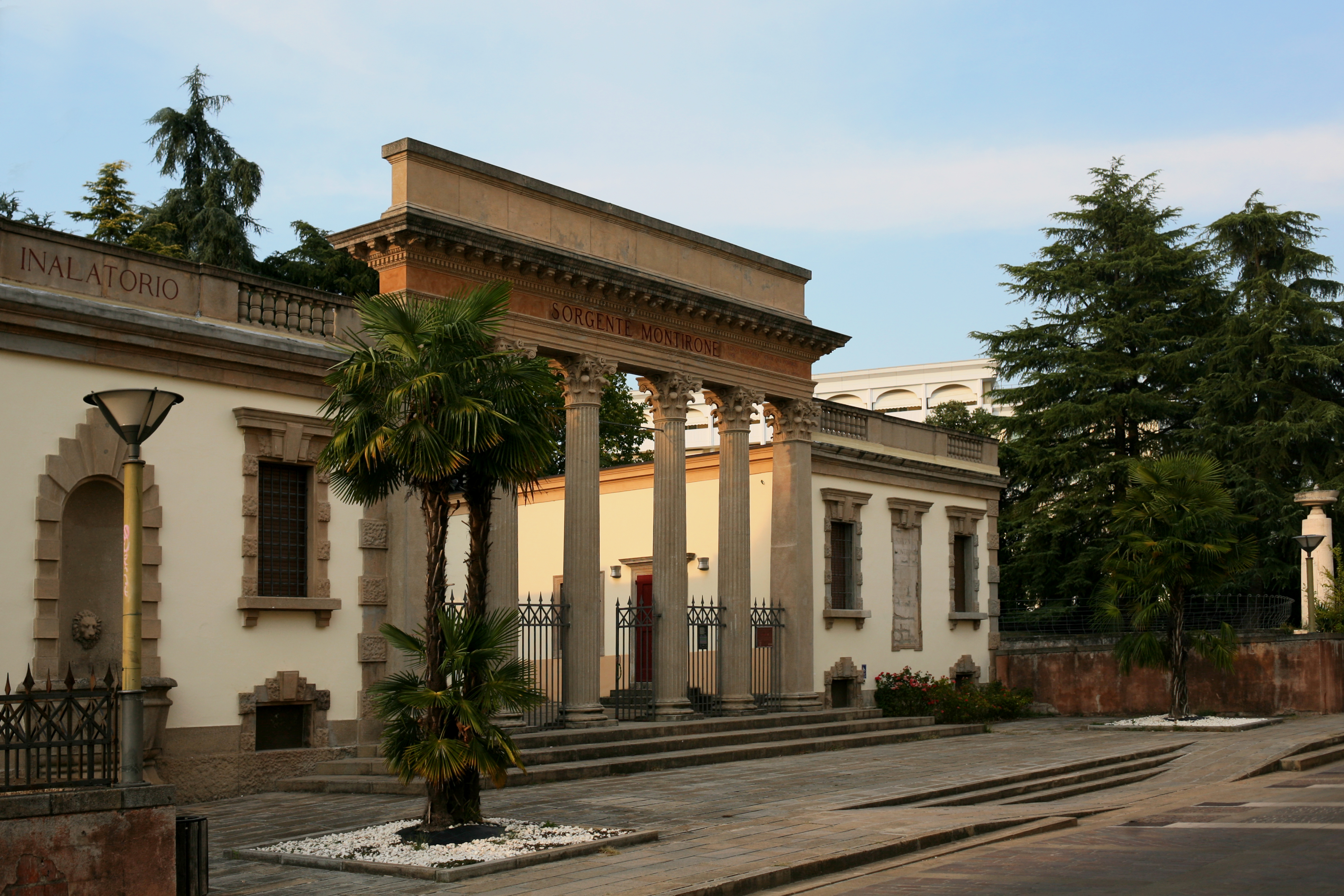
L'ingresso alle sorgenti Montirone

Nel territorio comunale vi sono numerose ville patrizie, la maggior parte i proprietà di privati.

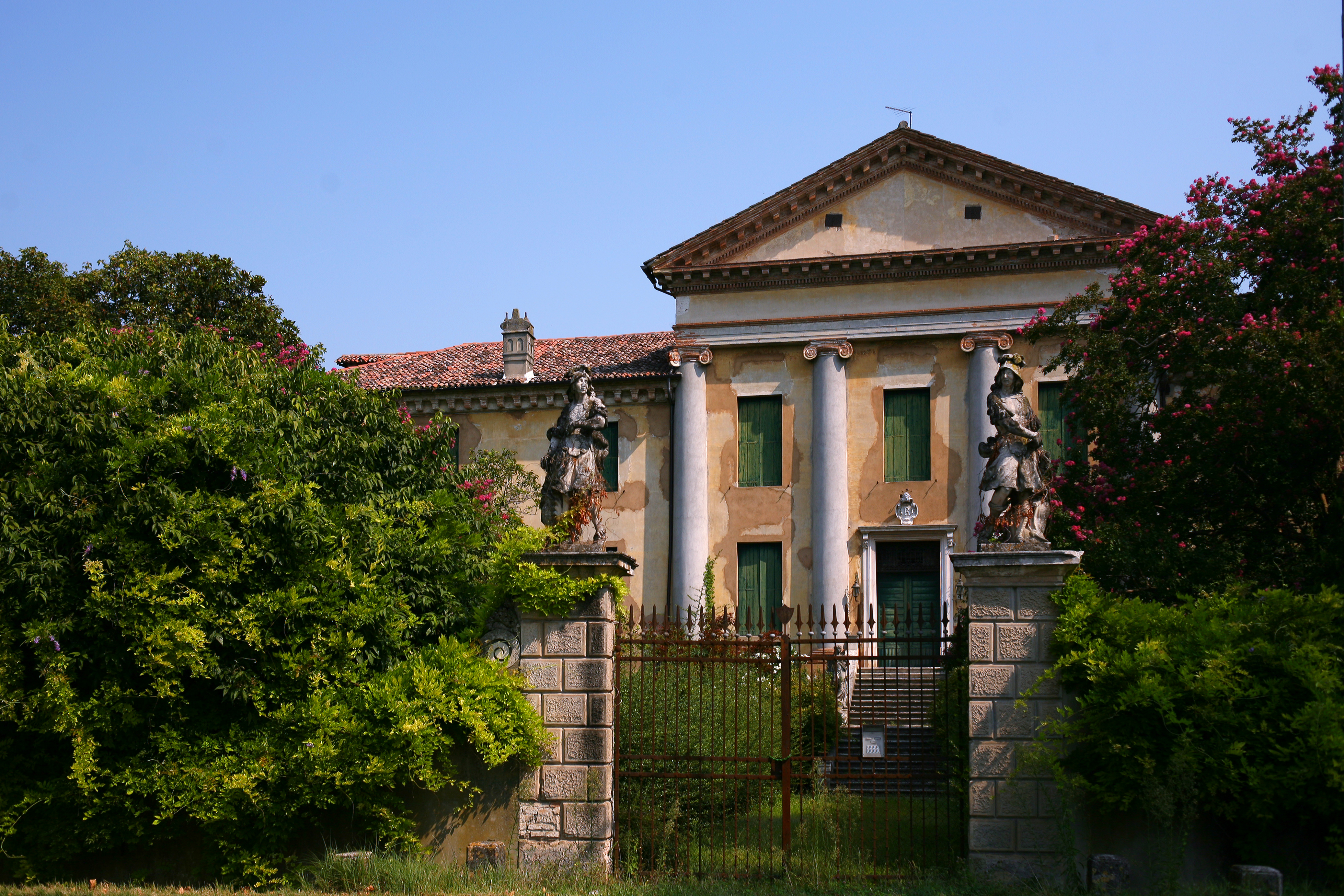
Villa Rigoni Savioli
Costruita nel 1557 da Nicolò Malipiero in stile palladiano, con affreschi attribuiti a Giovanni Battista Zelotti ma in stato di abbandono.
Villa Bassi Rathgeb
già villa Dondi dell'Orologio poi Zasio) sede del Museo Civico
Villa Mocenigo Mainardi
Villa Sette alla Stazione
Villa Treves de' Bonfili
già Villa Pimbiolo poi Selvatico
Villa Colpi
già Dalla Vecchia Carminati
Villa Adele
oggi Hotel Terme "Regina Villa Adele"
Villa Bugia
Divenuta di proprietà del Comune di Abano Terme.
Villa Bembiana già Scalfo
Nella piccola frazione di Monterosso.
Villa Trevisan Savioli
Sede del Museo Internazionale della Maschera "Amleto e Donato Sartori".
Villa Cittadella Vigodarzere poi Gottardo
in frazione Feriole.
Villa Foscolo
Nei dintorni di Abano Terme, lungo la strada che collega la città con la frazione di Feriole (quest'ultima spartita con i comuni di Selvazzano Dentro e Teolo) si trova Villa Gottardo, ex Cittadella Vigodarzere e poi Gottardo. Qua Ugo Foscolo scrisse il suo celebre romanzo epistolare Le ultime lettere di Jacopo Ortis.
Casa del Fascio
Lungo il Viale delle Terme, oggi inglobato nella proprietà dell'Hotel Terme Patria (civico 56) è visibile la casa del Fascio di Abano Terme, costruita tra il 1934 e il 1935, opera giovanile dell'architetto Daniele Calabi.
Nella zona del Duomo sono stati costruiti gli edifici che ospitano gli uffici comunali e la biblioteca cittadina. Di fronte al Municipio, in piazza Caduti, il monumento ai caduti, inaugurato il giorno 11 giugno 1922 alla presenza, fra gli altri, dell'onorevole Lissia e del generale Badoglio. Prossima al Duomo è la Piazza del Sole e della Pace (o Piazza della Meridiana), sorta sull'area del demolito e storico Stabilimento Termale Menegolli.
Nella zona pedonale principale della città, dal 2016, è presente la scultura Radici di Carla Rigato.

## Società

### Evoluzione demografica
Abitanti censiti

### Etnie e minoranze straniere
Al 31 dicembre 2019 gli stranieri residenti nel comune di Abano Terme in totale sono 2 018, pari al 10,46% della popolazione.
Le nazionalità maggiormente rappresentate sono:
| Pos. | Cittadinanza | Popolazione |
| ---- | ------------ | ----------- |
| 1    | Romania      | 585         |
| 2    | Albania      | 311         |
| 3    | Marocco      | 276         |
| 4    | Moldavia     | 257         |
| 5    | Cina         | 107         |

## Cultura

### Istruzione

#### Biblioteche
La Biblioteca Civica di Abano Terme, ospitata in una sede costruita appositamente su progetto dell'architetto Paolo Portoghesi e inaugurata il 9 ottobre 1999, fa parte del circuito Biblioteche Padovane Associate. Oltre alle consuete attività di prestito e consultazione, dispone di una sezione ragazzi, di una mediateca, di una sezione locale, di una emeroteca e di sale seminari.

#### Musei
Al Museo Internazionale della Maschera Amleto e Donato Sartori è esposta parte della collezione di maschere teatrali frutto della produzione artistica degli scultori Amleto Sartori (1915-1962) e Donato Sartori in più di ottant'anni di attività creativa, oltre ad una quantità di maschere, reperti originali geo-etno-antropologici e opere provenienti da diverse aree del pianeta raccolte in anni di viaggi e scambi culturali. Il museo è stato inaugurato il 30 dicembre 2004.
Il Museo Villa Bassi Rathgeb è il museo civico di Abano Terme, dove si espone l'intera collezione di arte, già conservata presso la Pinacoteca del Montirone. La collezione permanente presenta dipinti, disegni, incisioni e stampe di autori dal Rinascimento all'Ottocento, quali Andrea Previtali, Liberale da Verona, Giovanni Busi (detto il Cariani), Alessandro Bonvicino (detto il Moretto), Giovan Battista Moroni, Iacopo Negretti (detto Palma il Giovane), Vittore Ghislandi (detto Fra' Galgario), Alessandro Magnasco (detto Il Lissandrino), Giacomo Antonio Ceruti (detto Il Pitocchetto), di cui è notevole l'autoritratto, Pietro Longhi, Alessandro Longhi, Giandomenico Tiepolo, Giacomo Quarenghi. Periodicamente sono organizzate mostre temporanee, di pittura e di fotografia internazionale e italiana. 

### Media
- Radio Abano Centrale erede di Radio Abano Terme e Radio Abano International fondata ad Abano nel 1980.
- Tele Abano Montegrotto fondata ad Abano nel 1979.

## Economia

### Risorse termali
La principale voce delle entrate e fonte di occupazione è costituita dal turismo, legato agli stabilimenti termali ed alle acque clorurato-sodiche bromoiodurate litiose, radioattive, termali (87 °C), conosciute fin dall'antichità. Le acque arrivano dalle Alpi e scorrendo sotto terra sgorgano dal Poggio di Montirone a 87° di temperatura, lungo il percorso si arricchiscono di preziosi minerali, arrivando a scorrere fino ad una profondità massima di 4.000 metri. L'acqua ipertermale è usata sia per bagni sia per alimentare i fanghi; indicata per reumatismi, artriti, malattie del ricambio, obesità.

### Agricoltura
Nel 1989 è stato istituito il parco regionale dei Colli Euganei, il cui territorio comprende, oltre ad Abano, altri 14 comuni. Tra le finalità di questo ente, vi sono la salvaguardia ambientale e la promozione dell'agricoltura che, grazie alle favorevoli condizioni idro-geologiche, è tuttora una voce trainante per le economie locali. La fertilità di queste terre, decantata dai classici autori latini, favorisce la produzione di:
- variate qualità di vini, tra i quali 13 a denominazione di origine controllata.
- miele dei Colli Euganei che, con i suoi derivati, è inserito nell'elenco dei prodotti tradizionali secondo le direttive del Ministero alle Politiche Agricole e Forestali.
- olio d'oliva, l'eccellente qualità prodotta nella zona è tra le migliori e più costose sul mercato.
- alberi da frutta e frutti di bosco di grande qualità.

### Industria
Ad Abano si trova la sede centrale del gruppo Fidia Farmaceutici, una delle più importanti aziende farmaceutiche italiane.

## Infrastrutture e trasporti

### Strade
Il comune è servito dalla strada statale 16 Adriatica e dalla strada statale 250 delle Terme Euganee. Inoltre, è uno dei centri serviti dall'uscita Terme Euganee dell'autostrada A13 e dall'uscita 6 Selvazzano Dentro - Abano Terme della tangenziale Ovest di Padova.

### Ferrovie e tranvie
Dal 1911 al 1952 Abano Terme venne servita dalla principale stazione intermedia della tranvia Padova-Abano-Torreglia/Villa di Teolo.
Sulla linea ferroviaria Padova-Bologna, Abano è servita dalla fermata di Abano e dalla stazione di Terme Euganee-Abano-Montegrotto, situata nella vicina Montegrotto Terme.
I turisti che soggiornano a Padova e Venezia possono raggiungere facilmente Abano Terme in treno: circa 10 minuti da Padova e circa 40 minuti da Venezia.

### Mobilità urbana
Il comune è servito da diverse linee di autobus di Busitalia Veneto.

## Amministrazione

### Sindaci dal 1914 al 1946
| Periodo          | Periodo          | Primo cittadino     | Partito                           | Carica                  | Note |
| ---------------- | ---------------- | ------------------- | --------------------------------- | ----------------------- | ---- |
| 1914             | Ottobre 1920     | Baldassarre Piave   | Partito Liberale Italiano         | Sindaco                 |      |
| Ottobre 1920     | Aprile 1921      | Clemente Marescotti | Partito Socialista italiano       | Sindaco                 |      |
| Aprile 1921      | Novembre 1921    | Giuseppe Mioni      |                                   | Commissario prefettizio |      |
| Novembre 1921    | 26 maggio 1926   | Adolfo Zanini       | Partito Socialista Italiano       | Sindaco                 |      |
| 26 maggio 1926   | 8 maggio 1927    | Nunzio De Giorgio   |                                   | Commissario prefettizio |      |
| 9 maggio 1927    | Gennaio 1931     | Adelchi Mentaschi   | Partito Nazionale Fascista        | Podestà                 |      |
| Gennaio 1931     | 5 settembre 1932 | Gaetano Salvagnini  | Partito Nazionale Fascista        | Podestà                 |      |
| 5 settembre 1932 | 13 ottobre 1933  | Giuseppe Tosi       |                                   | Commissario prefettizio |      |
| 14 ottobre 1933  | 16 novembre 1943 | Luigi Gaudenzio     | Partito Nazionale Fascista        | Podestà                 |      |
| 17 novembre 1943 | Aprile 1945      | Luigi Sartori       | Partito Nazionale Fascista        | Podestà                 |      |
| Aprile 1945      | Giugno 1946      | Rosario Scianna     | Comitato di Liberazione Nazionale | Sindaco                 |      |

### Sindaci dal 1946
| Nominativo                                           | Nominativo                                        | Partito / Coalizione                              | Periodo                                           | Elezione                                          |
| Sindaci eletti dal Consiglio comunale (1946-1993)    | Sindaci eletti dal Consiglio comunale (1946-1993) | Sindaci eletti dal Consiglio comunale (1946-1993) | Sindaci eletti dal Consiglio comunale (1946-1993) | Sindaci eletti dal Consiglio comunale (1946-1993) |
| ---------------------------------------------------- | ------------------------------------------------- | ------------------------------------------------- | ------------------------------------------------- | ------------------------------------------------- |
|                                                      | Rosario Scianna                                   | Partito Comunista Italiano                        | 1946                                              | 1946                                              |
|                                                      | Mario Formentin                                   | Partito Socialista Italiano                       | 1946-1947                                         | (1946)                                            |
|                                                      | Alberto Peghin                                    | Partito d'Azione                                  | 1947                                              | (1946)                                            |
|                                                      | Federico Scarabello                               | Partito Socialista Italiano                       | 1947-1951                                         | (1946)                                            |
|                                                      | Gino Fabbris                                      | Democrazia Cristiana                              | 1951-1956                                         | 1951                                              |
|                                                      | Leonildo Mainardi                                 | Democrazia Cristiana                              | 1956-1960                                         | 1956                                              |
|                                                      | Federico Talami                                   | Democrazia Cristiana                              | 1960-1975                                         | 1960                                              |
| 1964                                                 | Federico Talami                                   | Democrazia Cristiana                              | 1960-1975                                         |                                                   |
| 1970                                                 | Federico Talami                                   | Democrazia Cristiana                              | 1960-1975                                         |                                                   |
|                                                      | Marin Badoer                                      | Partito Socialista Democratico Italiano           | 1975-1976                                         | 1975                                              |
|                                                      | Giovanni Morra (Commiss. prefettizio)             | -                                                 | 1976                                              | -                                                 |
|                                                      | Federico Talami                                   | Democrazia Cristiana                              | 1976-1979                                         | 1976                                              |
|                                                      | Armando Gennaro                                   | Democrazia Cristiana                              | 1979-1982                                         | (1976)                                            |
|                                                      | Giovanni Salmaso                                  | Partito Socialista Italiano                       | 1982-1987                                         | 1982                                              |
|                                                      | Enrico Finocchiaro (Commiss. prefettizio)         | -                                                 | 1987-1988                                         | -                                                 |
|                                                      | Armando Gennaro                                   | Democrazia Cristiana                              | 1988-1993                                         | 1988                                              |
| Sindaci eletti direttamente dai cittadini (dal 1993) |                                                   |                                                   |                                                   |                                                   |
|                                                      | Cesare Pillon                                     | Sinistra                                          | 1993-2001                                         | 1993                                              |
| 1997                                                 | Cesare Pillon                                     | Sinistra                                          | 1993-2001                                         |                                                   |
|                                                      | Giovanni Ponchio                                  | Centro-sinistra                                   | 2001-2005                                         | 2001                                              |
|                                                      | Abramo Barillari (Commiss. prefettizio)           | -                                                 | 2005-2006                                         | -                                                 |
|                                                      | Andrea Bronzato                                   | Centro-destra                                     | 2006-2010                                         | 2006                                              |
|                                                      | Marcella Conversano (Commiss. prefettizio)        | -                                                 | 2010-2011                                         | -                                                 |
|                                                      | Luca Claudio                                      | Liste civiche                                     | 2011-2016                                         | 2011                                              |
| 2016                                                 | Luca Claudio                                      | Liste civiche                                     | 2011-2016                                         |                                                   |
|                                                      | Pasquale Aversa (Commiss. prefettizio)            | -                                                 | 2016-2017                                         | -                                                 |
|                                                      | Federico Barbierato                               | Centro-sinistra                                   | 2017-in carica                                    | 2017                                              |
| 2022                                                 | Federico Barbierato                               | Centro-sinistra                                   | 2017-in carica                                    |                                                   |

### Gemellaggi
- Shibukawa (già Ikahomachi)
- Bad Füssing
- Lipik
- Kamena Vourla

## Sport

### Atletica leggera
La società aponense Vis Abano è stata fondata nel 1957. Dal 1998 utilizza lo Stadio delle Terme, in località Monteortone, dotato di pista regolamentare a 6 corsie e pedane regolamentari per salti e lanci.

### Basket
- ASD Euganea Basket: società di pallacanestro maschile attiva dal 2001. L'attività comprende una squadra senior che milita nel campionato di Seconda Divisione Maschile del Comitato Provinciale FIP di Padova e una squadra mista amatoriale che partecipa al campionato UISP di Padova.
- Thermal Basket: società di pallacanestro femminile attiva dal 1968. La prima squadra milita nel campionato di Serie B 2014-2015. Svolge intensa attività giovanile (Under 15, Under 14, Under 13, Minibasket).[40]
- Thermal Olympia Pallacanestro: società cestistica maschile con prima squadra partecipante al campionato di Serie D regionale. Attiva nel settore giovanile.

### Calcio
- Abano Calcio: fondato nel 1950 dalla fusione tra le formazioni del Patronato Pio X e l'Esedra Don Bosco, milita per la stagione 2022-2023 nel campionato di Promozione del Veneto, girone C.
- Virtus Abano A.S.D.: nasce il 15 giugno 2021 dalla fusione tra la Virtus Giarre Pio X° A.S.D., formata l’anno precedente dall’unione tra A.S.D. Pio X° e US Giarre, con il DueMonti Abano A.S.D. La prima squadra milita per la stagione 2022-2023 in seconda categoria. Le tre società erano storicamente radicate nel territorio aponense da molti decenni. L'A.S.D. Pio X° nacque come gruppo sportivo di riferimento per Abano storica e la parrocchia del Duomo di San Lorenzo dove si praticava calcio già dalla fine degli anni '40. Venne iscritta dal 1954 con la prima denominazione di AUDAX e la successiva di PATRONATO PIO X al Centro Sportivo Italiano (CSI). L'attività calcistica, estesa anche al settore giovanile, continuò con alterne vicende fino al 1971 per poi iscriversi alla FIGC e continuare la propria attività fino all'Unione con l'US Giarre. Quest'ultima nacque nel 1975 nella piccola realtà di Giarre, località di Abano Terme, supportata dalla Parrocchia del Cuore Immacolato di Maria. La DueMonti Abano nacque dalla fusione di due società sportive attive nell’area termale sin dagli anni ’70 facenti riferimento alle località Monteortone e Monterosso. Arrivò a contare all’incirca 250 atleti che praticavano il calcio e la pallavolo.[41]
- Thermal Abano Teolo: nato come Thermal Calcio Abano nel 2005 in Terza Categoria, nel giugno del 2011 si fonde con il Teolo dando vita al Thermal Abano Teolo. Dopo aver giocato per due stagioni in Serie D, nel 2015 retrocede in Eccellenza. Sempre nel 2015 si affranca dalla città di Abano Terme, cambiando nome in Thermal Teolo.
- La città ospita il Torneo Internazionale Calcio Giovanile Città di Abano Terme, riservato alla categoria Esordienti, giunto nel 2015 alla sua 24ª edizione.

### Ciclismo
Abano Terme è stata sede di arrivo di tappa del Giro d'Italia negli anni cinquanta:
- 1953 1ª tappa Milano - Abano Terme, vinta da Wim van Est.
- 1954 16ª tappa Riva del Garda - Abano Terme, vinta da Rik Van Steenbergen.
- 1957 20ª tappa Levico Terme - Abano Terme, vinta da Rik Van Steenbergen.

Nel 2002, è stata invece sede di partenza della 15ª tappa Terme Euganee - Conegliano (28 maggio) partita da Piazza Caduti e vinta da Mario Cipollini.

### Equitazione
In città è attivo il Centro Equestre Abano Terme, con sede adiacente a Villa Bassi-Ratgheb.

### Ginnastica
La società Ginnastica 5 Cerchi ASD è affiliata dal 1981 alla Federazione Ginnastica d'Italia è attiva sia in ambito maschile che femminile ed presente con squadre agonistiche e atleti individuali nei settori di Ginnastica Artistica Maschile (Serie C, Torneo Allievi), Ginnastica Ritmica (Serie B, C, Categoria, Specialità) e Ginnastica per Tutti.

### Nuoto
Oltre ad un numero di piscine gestite dagli stabilimenti alberghieri termali, ad Abano è presente una piscina comunale alimentata da acqua termale.

### Tennistavolo
L'ASD Tennis Tavolo Abano Terme è attiva sia nel settore amatoriale che in quello agonistico.